# Домашний як
Домашний як (лат. Bos grunniens) — одомашненный вид парнокопытных из рода настоящих быков семейства полорогих, произошедший от дикого яка (Bos mutus). Домашних яков во всем мире содержится около 14 млн. голов.

## Этимология
Слово «як» является заимствованием, происходящим от тиб. གཡག (g.yag), где оно используется только по отношению к самцам. В русском языке, как и в большинстве других языков, которые заимствовали это слово, яками называют представителей обоих полов, а самцов и самок называют быками и коровами соответственно. 

## Таксономия
Яки принадлежат к роду настоящих быков (Bos) и, следовательно, родственны крупному рогатому скоту. Анализ митохондриальной ДНК для определения эволюционной истории яков оказался неубедительным.
Этот вид был научно описан 1766 году Карлом Линнеем как Bos grunniens («хрюкающий бык»), но теперь это название обычно считается относящимся только к одомашненной форме животного, причем Bos mutus («немой бык») является предпочтительным названием для дикого вида. Хотя некоторые авторы всё ещё считают дикого яка подвидом Bos grunniens mutus, Международная комиссия по зоологической номенклатуре в 2003 году приняла официальное постановление, разрешающее использование названия Bos mutus по отношению к диким якам; в настоящее время такой классификации придерживается большинство специалистов.
За исключением тех случаев, когда дикий як рассматривается как подвид Bos grunniens, не существует признанных подвидов яка.

## Физические особенности

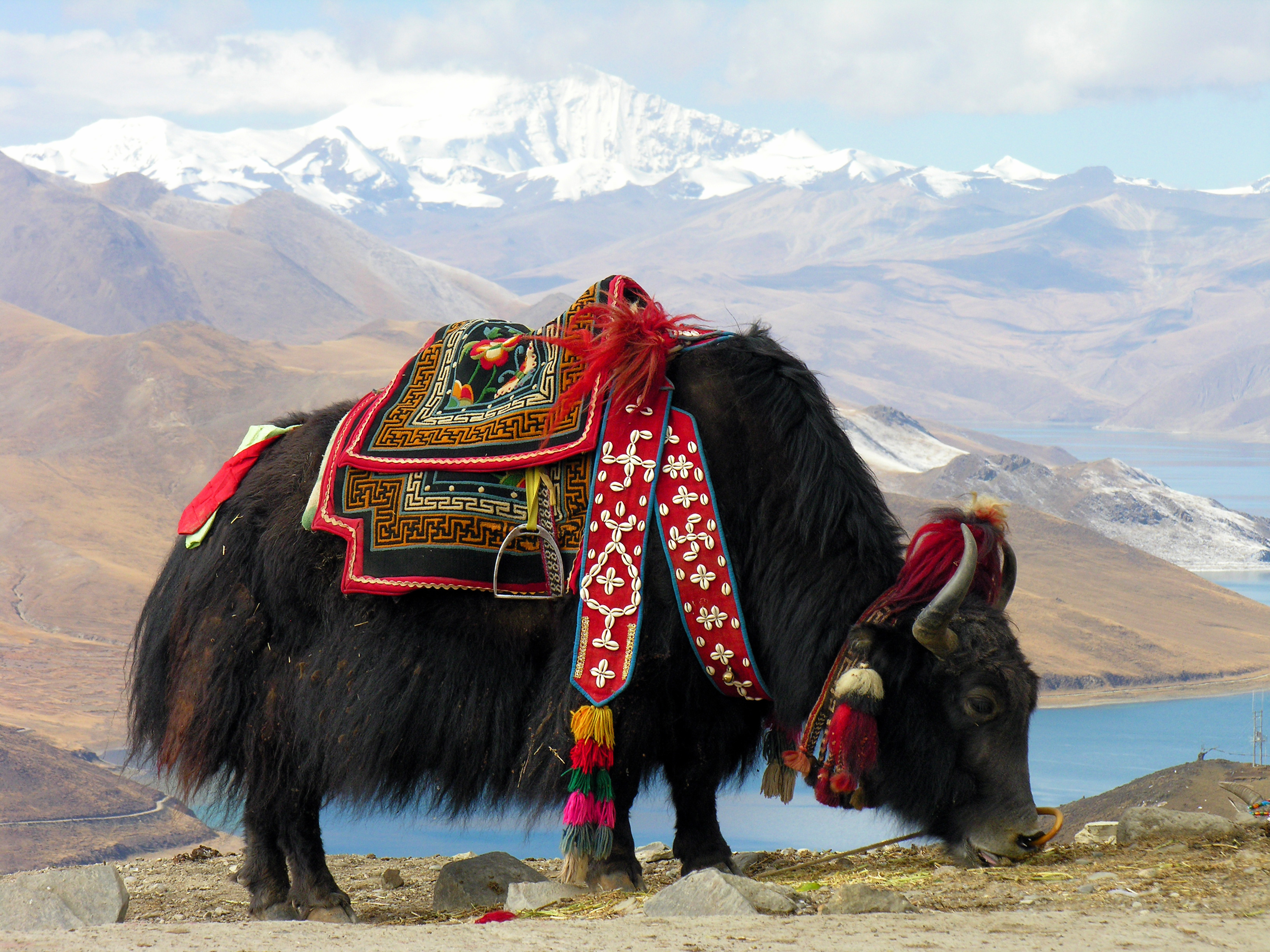
Як, пасущийся возле озера Ямджо-Юмцо, Китай

Яки — это крепко сложенные животные с массивным телом, крепкими ногами, округлыми раздвоенными копытами и чрезвычайно густой длинной шерстью, свисающей ниже живота. В то время как дикие яки обычно тёмные и имеют черноватую или коричневую окраску, окраска домашних яков может быть более изменчивой — часто они обладают пятнами ржаво-коричневого и кремового цвета. У яков маленькие уши и широкие лбы с гладкими рогами, которые обычно тёмного цвета. У самцов (быков) рога выступают по бокам головы, а затем изгибаются вперёд. В среднем они варьируют от 48 до 99 см в длину. Рога самок (коров) меньше, всего 27—64 см в длину, и имеют более вертикальную форму. У обоих полов короткая шея с ярко выраженным горбом над плечами, хотя у самцов он больше и заметнее. Самцы весят от 350 до 585 кг, самки — от 225 до 255 кг. Дикие яки могут быть значительно тяжелее, их быки достигают веса до 1000 кг. В зависимости от породы, самцы домашних яков имеют высоту в холке 111—138 см, а самки — 105—117 см.
Оба пола имеют длинные лохматые волосы с густым шерстяным подшёрстком на груди, боках и бёдрах, предназначенные для защиты от холода. Подшёрсток, особенно у быков, может образовывать длинную «юбку», иногда достигающую земли. Хвост длинный и похожий лошадиный, а не хохлатый, как у крупного рогатого скота или бизона. Домашние яки имеют широкий спектр окрасов шерсти, причём некоторые особи бывают белыми, серыми, коричневыми, чалыми или пегими. Для защиты от холода вымя у самок и мошонка у самцов маленькие и волосатые. У самок четыре соска.
Яки, как известно, не производят характерного для крупного рогатого скота мычания, но как дикие, так и домашние яки хрюкают и пищат, что стало причиной названия домашнего яка, Bos grunniens, означающего «хрюкающий бык». Николай Пржевальский назвал дикий вид Bos mutus («молчаливый бык»), ошибочно полагая, что животное вообще не издаёт ни звука.

### Физиология

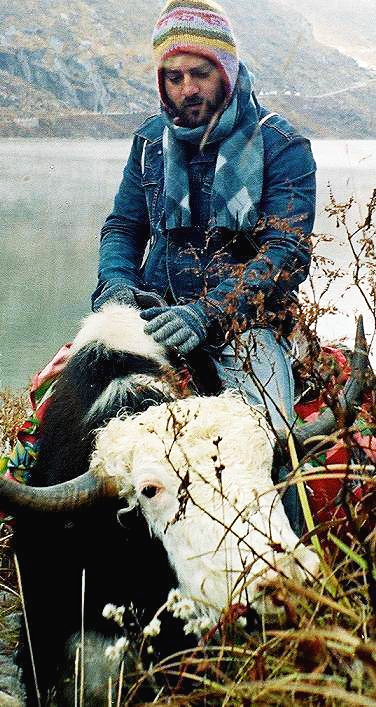
Всадник на яке вблизи озера Цомго, Сикким, Индия

Физиология яков хорошо приспособлена к жизни на больших высотах; они обладают бо́льшими лёгкими и сердцем, чем у крупного рогатого скота, обитающего на более низких высотах. У яков хорошо транспортируется кислород через их кровь из-за сохранения эмбрионального гемоглобина на протяжении всей жизни. Кроме того, адаптациями яков к холоду являются толстый слой подкожного жира и почти полное отсутствие функциональных потовых желез. В отличие от диких яков, домашние яки могут жить на низких высотах и в умеренном климате, например, в Монголии. Так, домашние яки живут и успешно размножаются даже в Московском зоопарке.

## Использование в хозяйстве

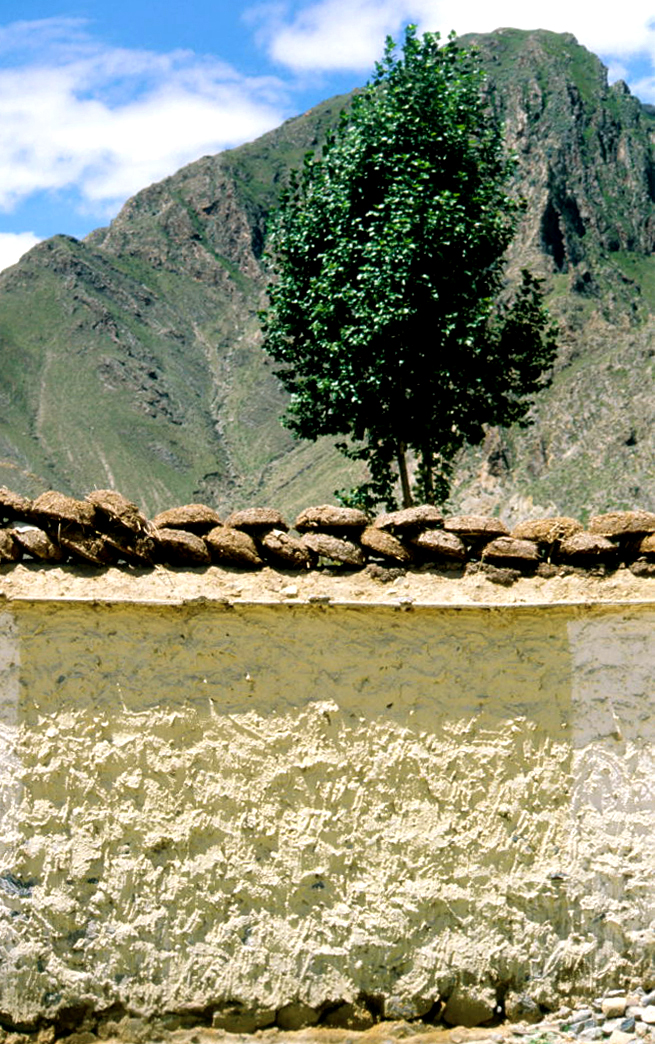
Сушка лепёшек из якового навоза на солнце, Шигадзе (Тибет)

В Тибете яков использовали как для сельского хозяйства, так и в качестве транспортного животного. «Як медлителен, зато он чрезвычайно крепок ногами и по кручам лазит, как коза» — отмечал Уильям Макговерн. Яковое мясо (как и баранье) замораживали и ели, когда оно начинало оттаивать и портиться. Молоко яка считалось нечистым продуктом, его пили лишь в крайнем случае — например, во время болезни. В пищу в основном употреблялось масло, причём считалось, что при долгом, годами, хранении, его качество лишь улучшается. В большом количестве это масло использовали для поддержания священного огня в буддистких монастырях, святилищах и домашних алтарях. 
Также большое хозяйственное значение имел яковый навоз, который в Тибете, где деревья — редкость и большая ценность, использовали как основной вид топлива. Огонь, разведённый с помощью лепёшек, обогревал жильё, на нём же готовили пищу. Кроме того, небольшое количество навоза примешивали к китайскому чайному листу для того, чтобы сформировать более компактные и удобные для транспортировки прессованные плитки. Этот чай, в который добавляли соль, соду, немного ячменной муки и большое количество якового масла, нередко служил основой рациона. 
Кроме того, из ячьего волоса делались детали традиционной одежды.

## Галерея

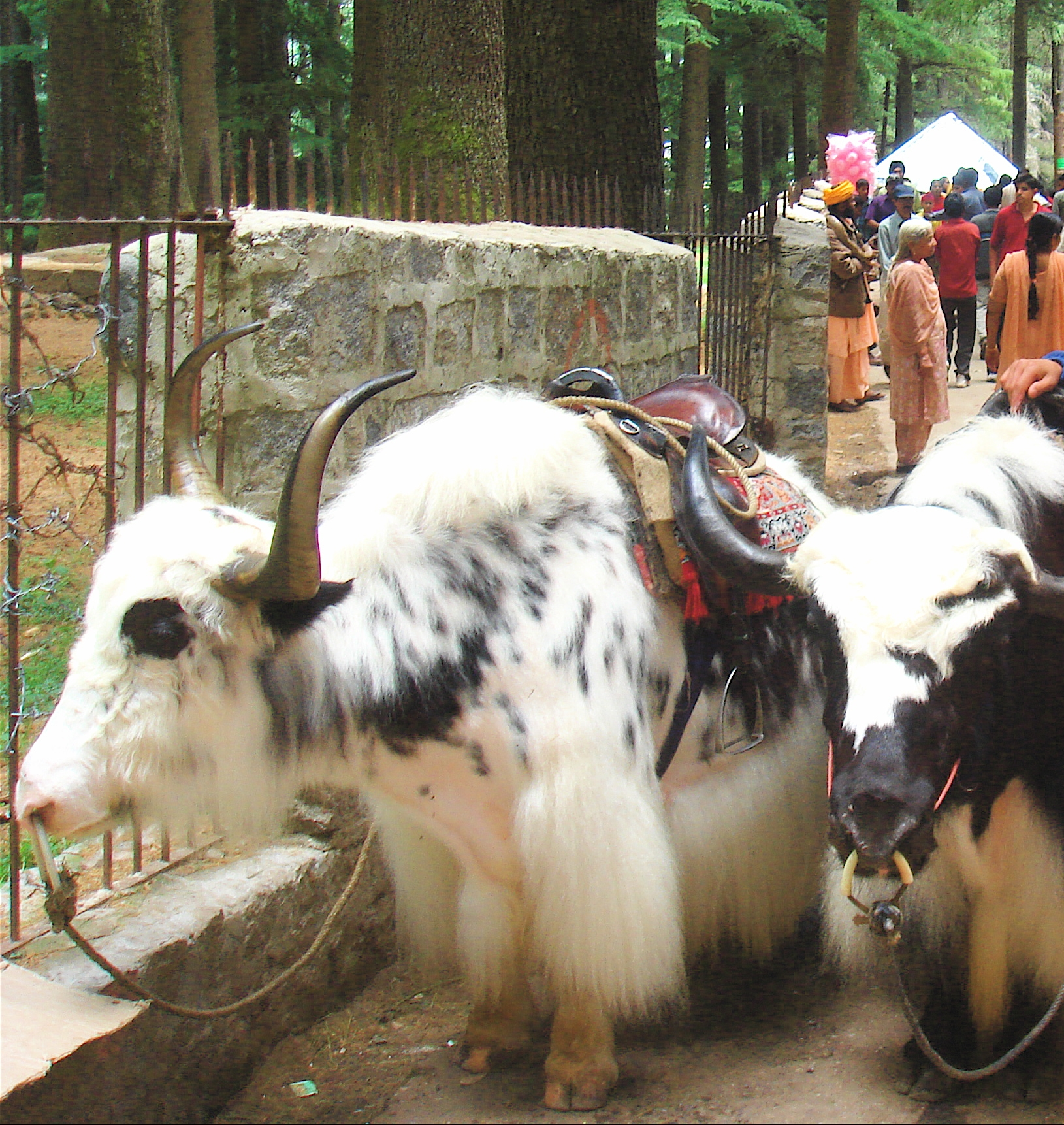
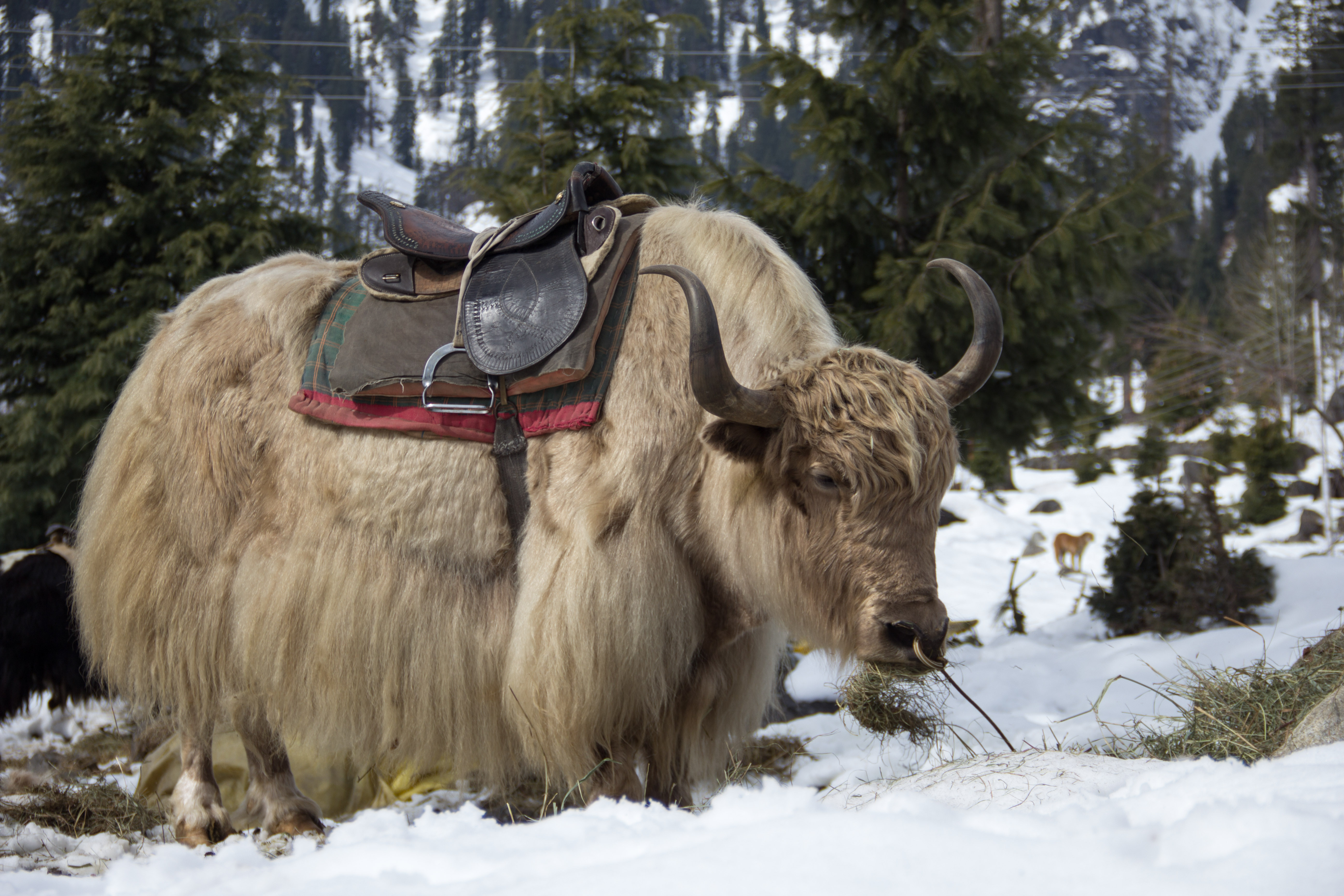
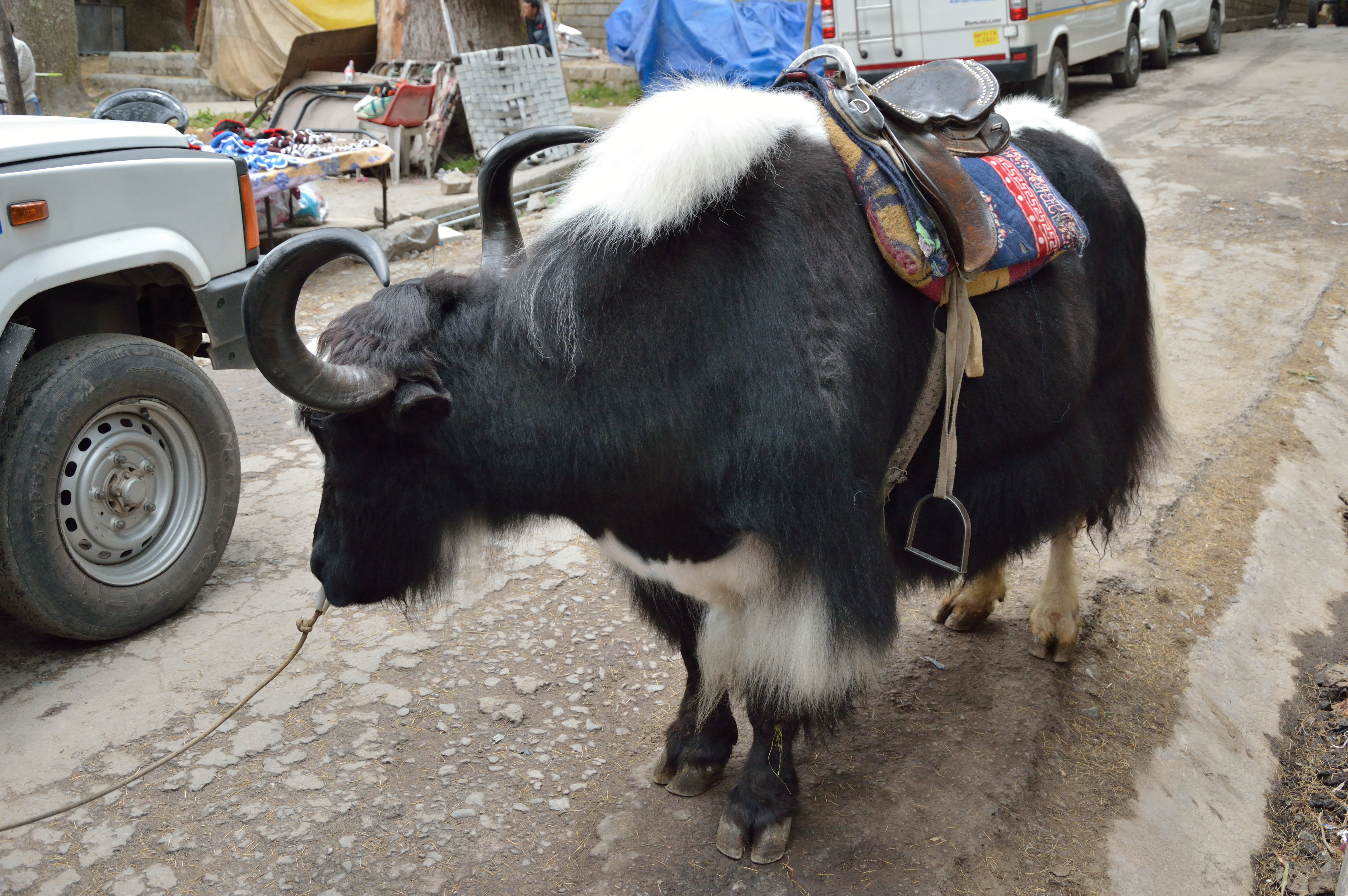
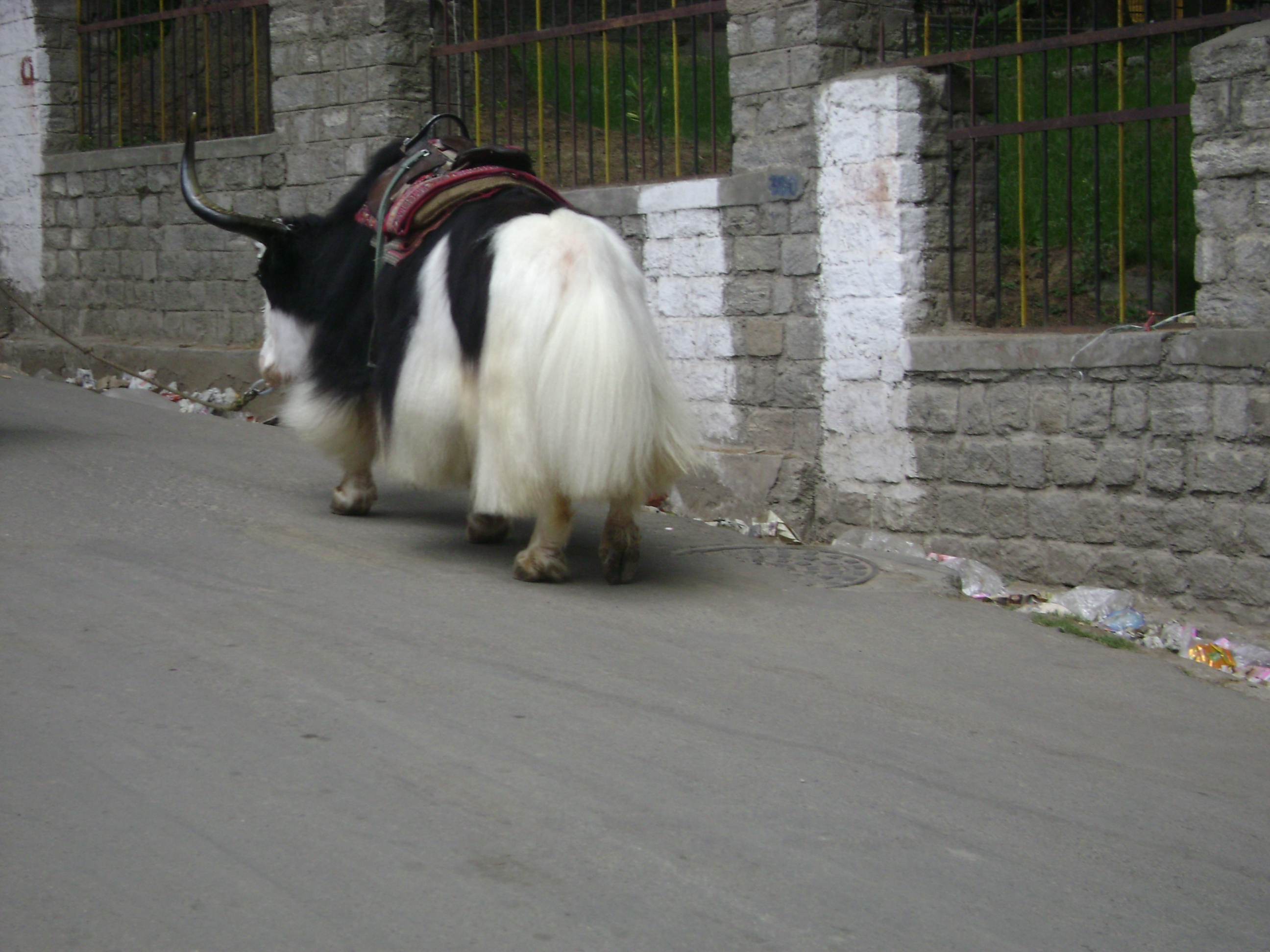
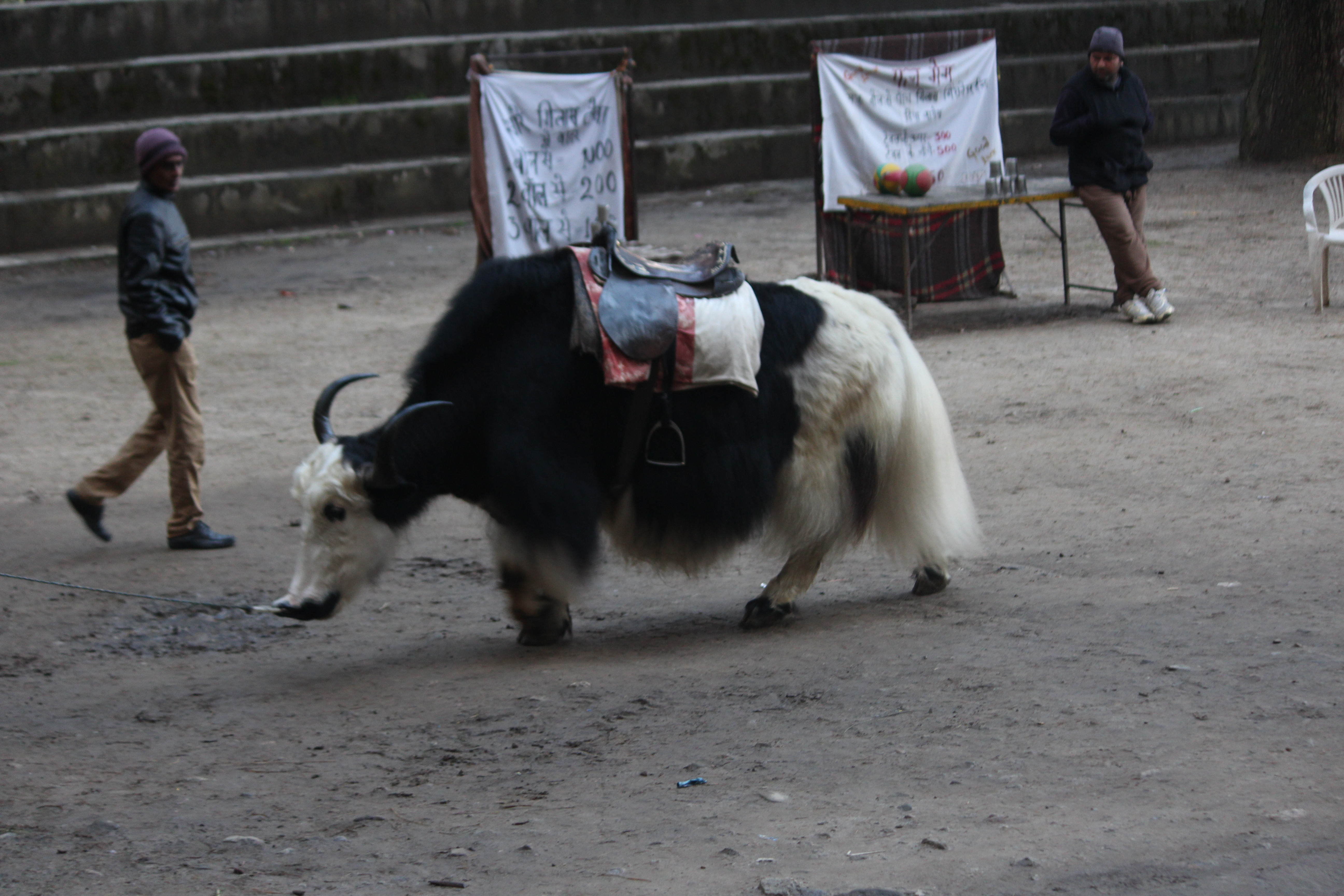
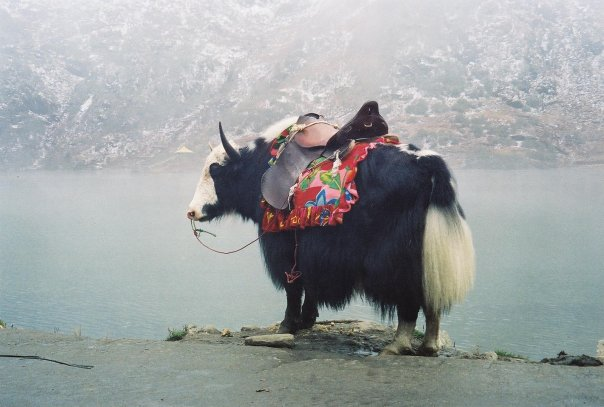
Домашний як в Непале
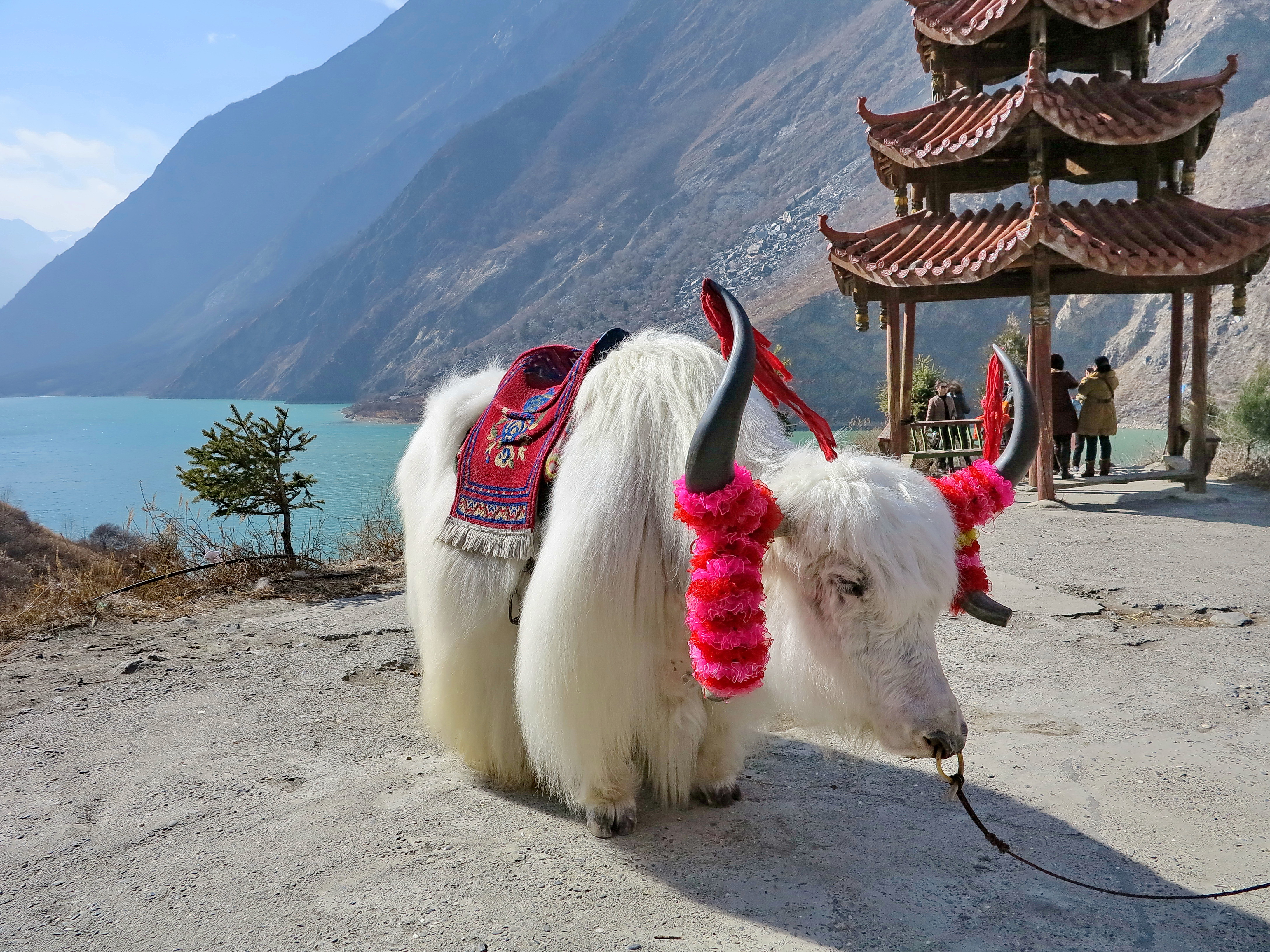